# Saint John (wyspa)
Saint John – wyspa na Morzu Karaibskim, należąca do Wysp Dziewiczych Stanów Zjednoczonych. Jest to najmniejsza z trzech głównych wysp terytorium (pozostałe to Saint Thomas oraz Saint Croix). Powierzchnia wyspy wynosi 50,8 km², a liczba ludności 4197 (2000).
Na wyspie nie ma portu lotniczego, więc na Saint John można się dostać jedynie drogą morską. Na wyspę kursują promy z Saint Thomas oraz z Brytyjskich Wysp Dziewiczych: Tortoli, Virgin Gordy, Jost Van Dyke oraz Anegady.
W latach 60. XIX wieku duńskie Wyspy Dziewicze stały się obiektem zainteresowania Stanów Zjednoczonych, poszukujących bazy morskiej w regionie Karaibów. 24 października 1867 roku po długotrwałych negocjacjach rząd duński ratyfikował traktat, na mocy którego Dania miała sprzedać wyspę wraz z sąsiednią Saint Thomas Stanom Zjednoczonym za kwotę 7,5 mln dolarów amerykańskich. Traktat nie został jednak ratyfikowany przez USA i do sprzedaży ostatecznie nie doszło. Sprzedaż obu wysp ponownie stała się przedmiotem negocjacji pomiędzy oboma krajami podczas I wojny światowej. Wyspy zostały przekazane administracji amerykańskiej 31 marca 1917 roku w zamian za kwotę 25 mln dolarów.
Na wyspie znajduje się miasto Cruz Bay.